# Сармале

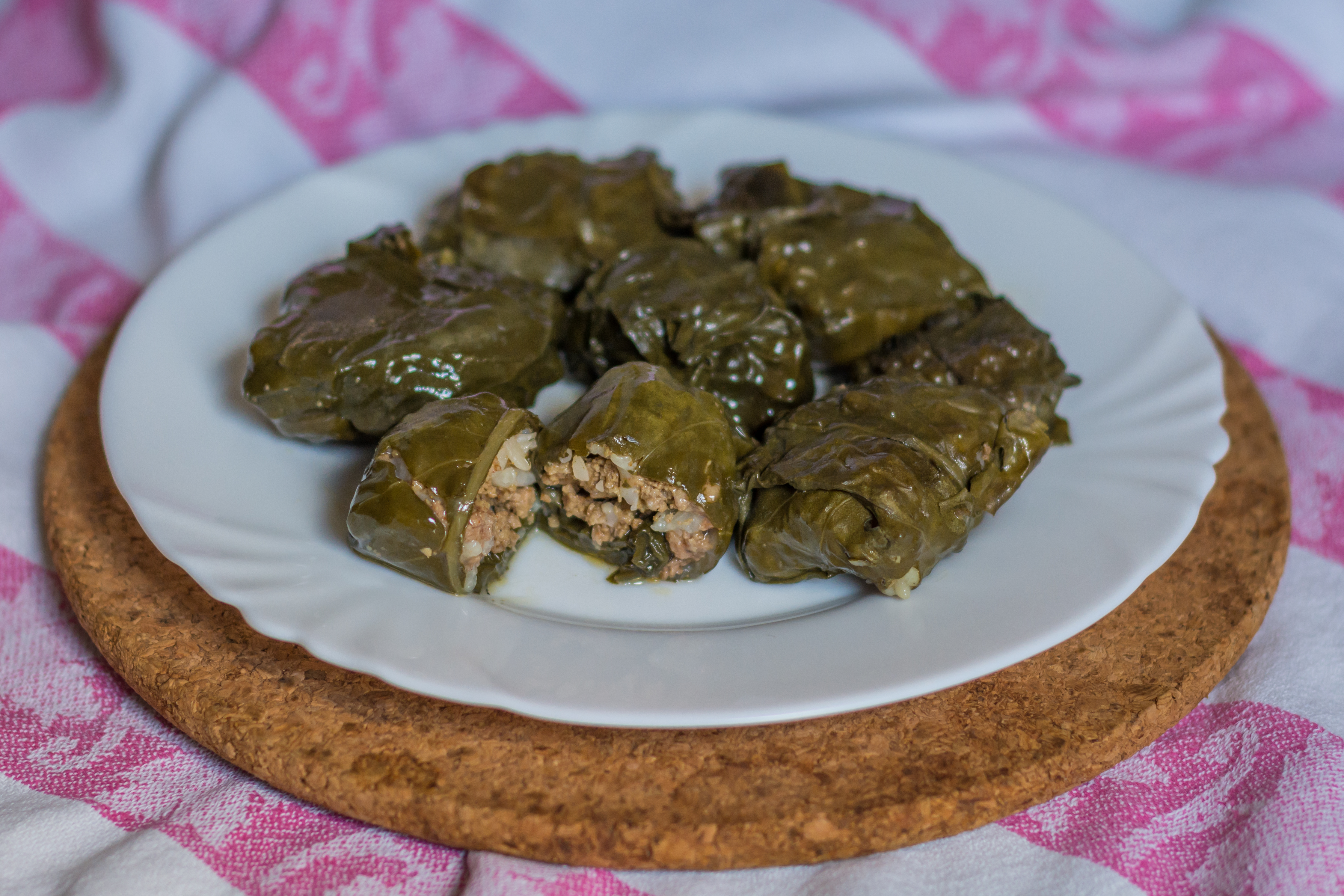
Сармале

Сармале (рум. sarmale, рум. găluşcă гэлушкэ) — блюдо румынской, молдавской и балканской кухни, напоминающее голубцы и долму. Представляют собой фарш из риса и мяса, запечённый в мелких капустных или виноградных листьях.
Название происходит от турецкого глагола «sarmak», означающего «заворачивать» или «скручивать».

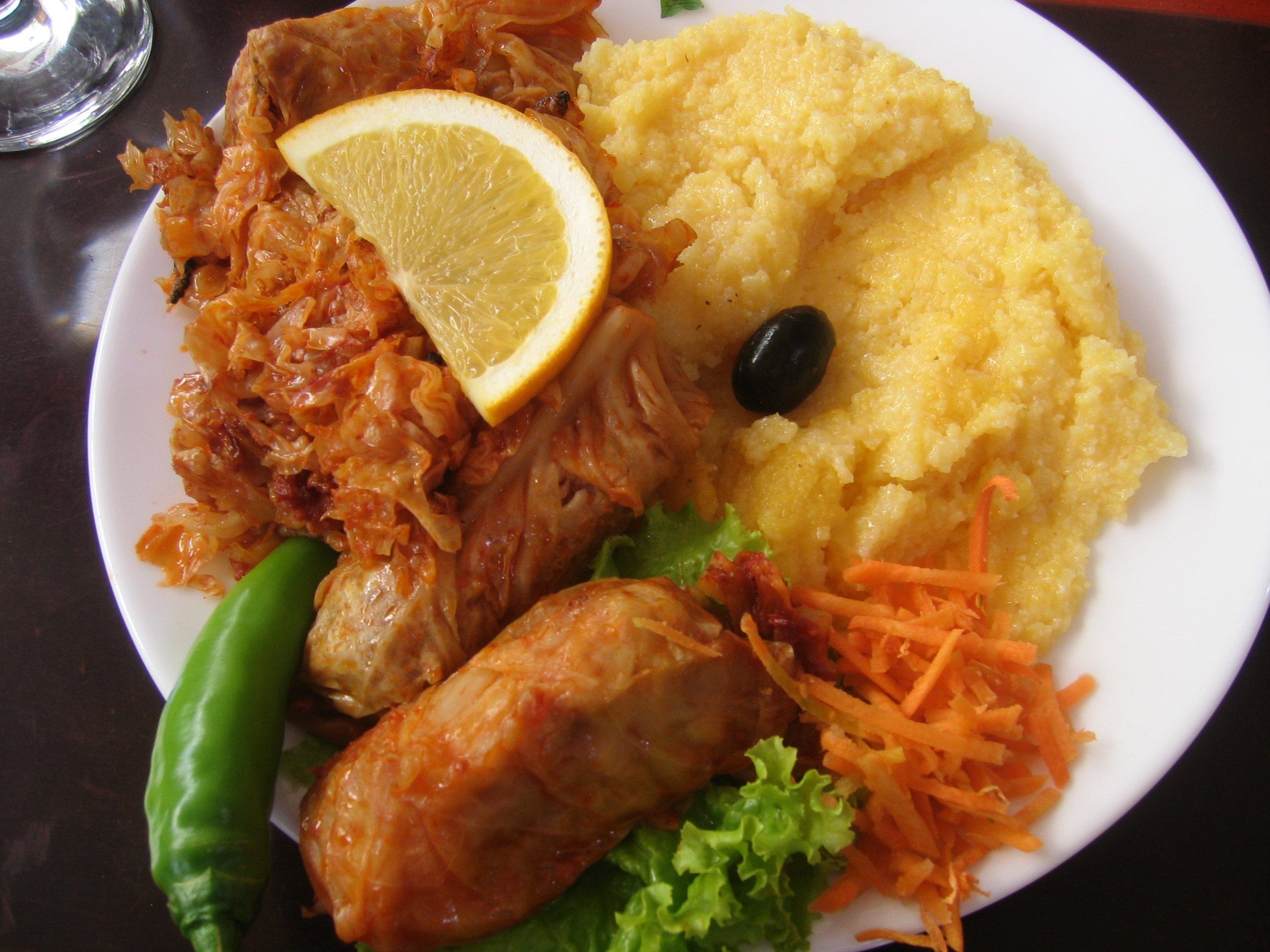
Сармале с мамалыгой

Для рисово-мясной начинки обычно используется говядина, свинина или телятина, реже козье или овечье мясо. Мясо смешивается с рисом, луком, добавляются специи, соль, а иногда и местные травы, различающиеся от региона к региону. Начинка заворачивается в листья свежей или маринованной капусты или винограда, и реже в листья мангольда, щавеля или даже подорожника. Сармале варятся в казанке и подаются к столу горячими. Казан, или в прошлом глиняный горшок с сармале, обычно готовится в расчёте на всю семью. Сармале в некоторых регионах является основным блюдом на свадебном ужине.